# Reservatório de Kaunissaare
O reservatório de Kaunissaare está localizado no rio Jägala em Kaunissaare, Anija, condado de Harju, na Estónia.
O reservatório faz parte do sistema de abastecimento de água de Tallinn e está conectado aos rios Pirita, Soodla e Aavoja através de canais.
A área do reservatório é de 29 hectares, a profundidade média é fr 2,3 metros e a profundidade máxima é de 5 metros.

## História
A construção do reservatório ocorreu entre 1980 e 1984.
Uma passagem para peixes foi construída entre o reservatório e a jusante do rio Jägala em 2015.